# Martian Moons Exploration
Martian Moons Exploration (MMX) (Exploración de lunas marcianas, en español) es una sonda espacial robótica japonesa con el objetivo de traer las primeras muestras de la luna más grande de Marte: Fobos.
Desarrollado por la Agencia Japonesa de Exploración Aeroespacial (JAXA) y anunciado el 9 de junio de 2015, MMX aterrizará y recolectará muestras de Fobos una o dos veces, junto con la realización de observaciones de sobrevuelo de Deimos y el monitoreo del clima de Marte. Planea ser lanzada en el año 2024. 
La misión tiene como objetivo proporcionar información clave para ayudar a determinar si las lunas marcianas son asteroides capturados o el resultado de un cuerpo más grande que golpeó a Marte. La Agencia de Exploración Aeroespacial de Japón y otros funcionarios del gobierno japonés aprobaron oficialmente el proyecto MMX para su desarrollo el 19 de febrero de 2020, según una publicación en el sitio web de JAXA.

## Visión general

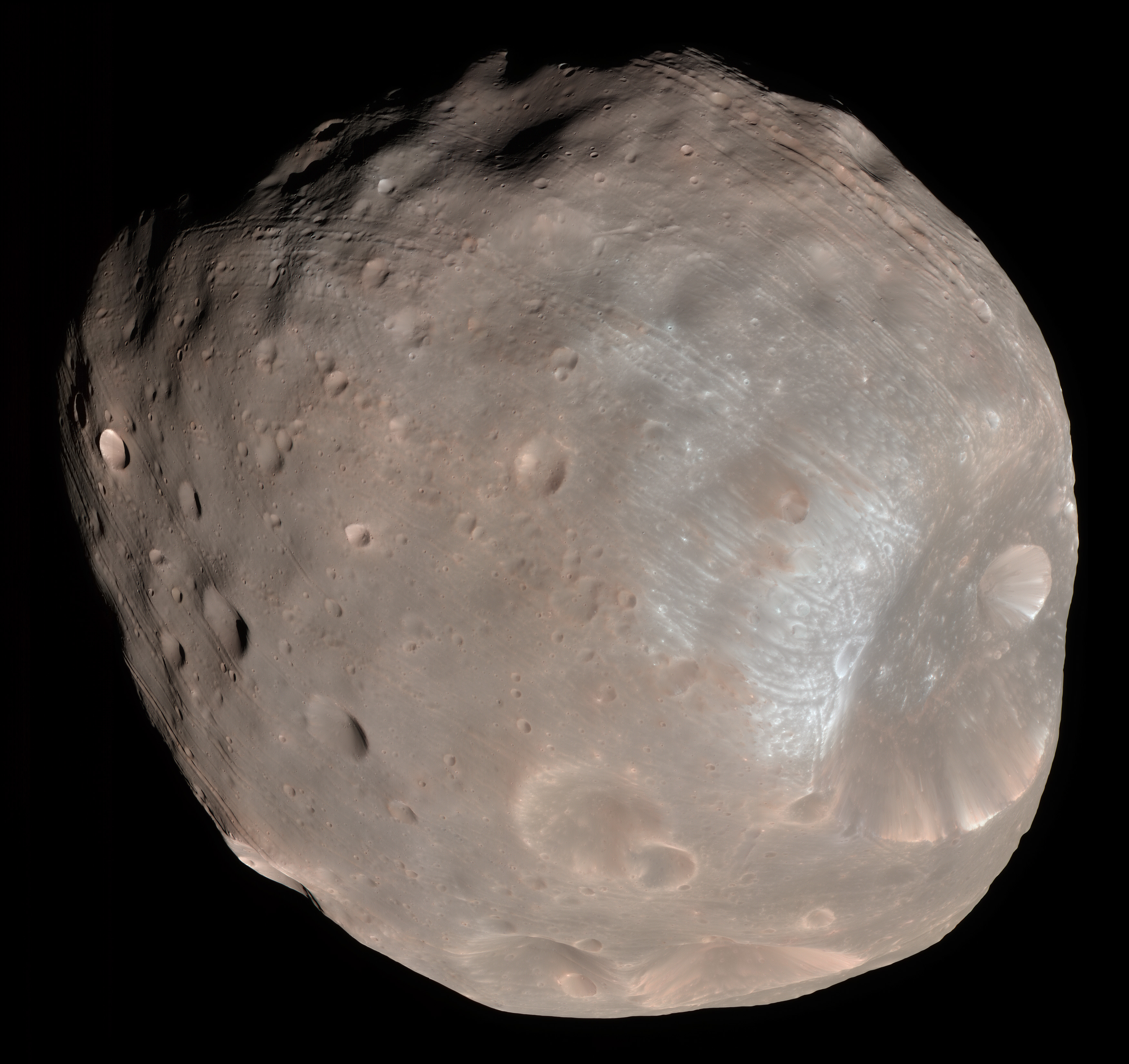
Fobos, la luna más grande de Marte

La nave espacial entrará en órbita alrededor de Marte, luego se transferirá a Fobos, aterrizará una o dos veces y recogerá partículas de regolito similares a la arena usando un sistema neumático simple. La misión de aterrizaje tiene como objetivo recuperar un mínimo de 10 gramos (0,4 oz) de muestras. La nave espacial despegará de Fobos y realizará varios sobrevuelos de la luna más pequeña, Deimos, antes de enviar la cápsula de retorno de muestra a la Tierra, llegando en julio de 2029.
La arquitectura de la misión utiliza tres módulos: módulo de propulsión (1800 kg), módulo de exploración (150 kg) y el módulo de retorno (1050 kg). Dado que la masa de Deimos y Fobos es demasiado pequeña para capturar un satélite, no es posible orbitar las lunas marcianas en el sentido habitual. Sin embargo, las órbitas de un tipo especial, denominadas órbitas cuasisatélite, pueden ser lo suficientemente estables como para permitir muchos meses de operaciones en las proximidades de la luna.
El líder de la misión es Yasuhiro Kawakatsu.

## Colaboración internacional
La NASA, la ESA y el CNES también participan en el proyecto y proporcionarán instrumentos científicos. Estados Unidos contribuirá con un espectrómetro de neutrones y rayos gamma llamado MEGANE (acrónimo de Exploración de la Luna de Marte con rayos GAmma y NEutrones, que también significa "anteojos" en japonés), y Francia (CNES) contribuirá con un espectrómetro infrarrojo (NIRS4/MacrOmega). Francia también está aportando experiencia en dinámica de vuelo para planificar las maniobras de órbita y aterrizaje de la misión.
El desarrollo y las pruebas de componentes clave, incluido el muestreador, están en curso. A partir de 2020, MMX está programado para lanzarse en septiembre de 2024, y volverá a la Tierra cinco años después. 

## Carga científica
La carga científica consiste en contribuciones japonesas e internacionales. Serán alimentadas por paneles solares:
- Espectrómetro de rayos gamma y neutrones (MEGANE significa "anteojos" en japonés) - desarrollado por la NASA
- Cámara multibanda de gran angular (WAM)
- Espectrómetro de infrarrojo cercano (MacrOmega) - desarrollado por CNES, Francia.
- Radiómetro óptico compuesto por cámaras cromáticas (OROCHI)
- Nadir de imágenes telescópicas para geomorfología (TENGOO)
- Detección de luz y rango (LIDAR)
- Monitor de polvo circiano-marciano (CMDM)
- Analizador de espectro de masas (MSA)

Además, el Gravity GradioMeter (GGM), el Espectroscopio de descomposición inducido por láser (LIBS), el Módulo de supervivencia de la misión (MSM) se propusieron como instrumentos adicionales.
Tras un estudio realizado por la agencia espacial francesa CNES, se decidió que la nave espacial entregará un pequeño rover proporcionado por CNES y el Centro Aeroespacial Alemán (DLR). El rover estará equipado con cámaras, un radiómetro y un espectrómetro Raman para la exploración in situ de la superficie de la luna marciana.

## Muestras
Para la recolección de muestras, la misión optó por usar una pistola de aire para soplar gas a presión, empujando alrededor de 10 gramos de tierra en el recipiente de la muestra. La nave espacial despegará de Fobos y realizará varios sobrevuelos de la luna más pequeña Deimos antes de enviar la cápsula de retorno de muestra a la Tierra, llegando en julio de 2029.